# Euquerio de Orleans
San Euquerio o Eusquerio (Orleans, c. 670– Darchinium, actual Sint-Truiden, Reino Franco, 20 de febrero del 743), hijo de Savarico obispo de  Auxerre, fue obispo de Orleans del siglo VIII.
De joven se encerró en la abadía benedictina de Jumièges o Inmiegues en Normandía donde pasó seis o siete años haciendo prácticas penitenciales. Cuando su tío Severo, que era obispo de Orleans murió, el senado local lo nombró obispo de la ciudad y fue consagrado en 721.
Fue nombrado como mayordomo de palacio, cargo que comportaba el gobierno del reino. En el ejercicio del cargo, se opuso a Carlos Martel que había confiscado propiedades eclesiásticas para luchar contra los musulmanes procedentes de Hispania. Después de la victoria en la batalla de Tours o Poitiers del 732, Carlos fue a Orleans y en el 737 envió al obispo al exilio en Colonia.
Más tarde se le permitió retirarse en el monasterio de Darchinium o Sint-Truiden donde murió el 20 de febrero del 743 por causas naturales.